# Hita (Hiszpania)
Hita – gmina w Hiszpanii, w prowincji Guadalajara, w Kastylii-La Mancha, o powierzchni 56,49 km². W 2011 roku gmina liczyła 403 mieszkańców.